# Gymnotettix
Gymnotettix is een geslacht van rechtvleugeligen uit de familie Episactidae. De wetenschappelijke naam van dit geslacht is voor het eerst geldig gepubliceerd in 1901 door Bruner.

## Soorten
Het geslacht Gymnotettix omvat de volgende soorten:
- Gymnotettix lithocolletus Rehn & Rehn, 1934
- Gymnotettix moralesi Descamps, 1974
- Gymnotettix occidentalis Bruner, 1901